# Eleanor Powell
Eleanor Torrey Powell (ur. 21 listopada 1912 w Springfield, zm. 11 lutego 1982 w Beverly Hills) – amerykańska aktorka i tancerka. Występowała w filmach w latach 30. i 40. XX wieku.

## Filmografia
- 1936: Urodzona do tańca
- 1937: Broadway Melody of 1938
- 1939: Honolulu
- 1940: Broadway Melody of 1940